# Magnetohydrodynamika
Magnetohydrodynamika (MHD), hydromagnetyka, magnetogazodynamika, magnetoplazmodynamika – dział fizyki, konkretniej mechaniki płynów, badający ruch płynów przewodzących prąd elektryczny w polu elektromagnetycznym, zwłaszcza oddziaływanie ośrodka i pola magnetycznego.
Magnetohydrodynamika bada oddziaływanie przewodzących cieczy i przewodzących (zjonizowanych) gazów (np. płynne metale (rtęć), plazma) wraz z polem magnetycznym oraz obejmuje również zagadnienia budowy silników plazmowych, generatorów magnetohydrodynamicznych, aerodynamiki wielkich prędkości, obejmuje również niektóre zagadnienia kontrolowanych reakcji syntezy termojądrowej i magnetyzmu ciał kosmicznych.
Współtwórcą MHD był Hannes Alfven. Podstawę magnetohydrodynamiki stanowią trzy główne prawa:
- prawo ciśnienia magnetycznego,
- prawo wmrożonego pola magnetycznego oraz
- prawo dyfuzji pola magnetycznego.

Pole magnetyczne indukuje w poruszającym się płynie prądy elektryczne. Oddziaływanie powstałych prądów z polem magnetycznym za pomocą siły Lorentza wpływa z kolei na wielkość tego pola i ruch płynu. Jednym z charakterystycznych zjawisk rozpatrywanych przez magnetohydrodynamikę jest występowanie w płynie znajdującym się w zewnętrznym polu magnetycznym fal poprzecznych (tzw. fal Alfvéna) rozchodzących się w kierunku tego pola z prędkością zależną od jego natężenia i gęstości płynu.
Teoria MHD łączy w spójną całość równania Naviera-Stokesa (hydrodynamika) oraz równania Maxwella (elektrodynamika) tworząc nowy układ równań MHD.
W dzisiejszej astrofizyce znane są obiekty, takie jak obłoki materii międzygwiazdowej, dyski akrecyjne, pulsary, czy procesy zachodzące w atmosferach gwiazd, których nie daje się opisać bez uwzględnienia pola magnetycznego. Ponadto większość obiektów astrofizycznych daje się opisać w ramach mechaniki płynów. Teoria MHD pozwoliła dotychczas wyjaśnić m.in.
- wysoką temperaturę korony słonecznej,
- mechanizm przyspieszania relatywistycznych dżetów,
- mechanizm odprowadzania momentu pędu z dysków akrecyjnych,
- proces generacji pola magnetycznego w dyskach poprzez αω–dynamo.